# ラヴェンナの初期キリスト教建築物群
ラヴェンナの初期キリスト教建築群（ラヴェンナのしょきキリストきょうけんちくぐん）は、イタリアのラヴェンナにあるユネスコの世界遺産登録物件名。登録は1996年。5世紀初頭から6世紀末に建設された初期キリスト教の聖堂・礼拝堂を対象とする。

## 概略
ラヴェンナは、西ゴート族による410年のローマ侵略の後、西ローマ帝国、そして東ゴート王国の首都、さらには東ゴート王国を滅ぼした東ローマ帝国（ビザンツ帝国）が総督府を置いてイタリア統治の拠点にした都市である。ホノリウスが、ミラノから防衛の容易なこの街にやってきた時には、すでに良港クラッシスを要する交易都市として栄えており、751年まで西の首都であり続けた。今日残る聖堂や礼拝堂は、この繁栄の時代に西ローマ帝国の皇妹皇母ガッラ・プラキディア、東ゴート王国の王テオドリック、東ローマ帝国・ユスティニアヌス1世時代のラヴェンナ司教マクシミアヌスの活動によって建設されたものである。750年までに、この街には60以上の聖堂が建設されていたことが伝えられる。
しかし、8世紀末になるとラヴェンナは政治的重要性を失い急速に衰退したうえ、その後も歴史の表舞台に立つことはなく、経済活動も活発ではなかったので建て替えもほとんど行われず、当時の建築・美術が豊富に残った。第一次世界大戦の際には、オーストリア軍の砲撃を受けてサンタポリナーレ・ヌオヴォ聖堂のファサードが破壊され、第二次世界大戦最中の1944年には空爆を受けるなど危機的状況にも遭ったが、戦略上の重要性を持たなかったため、壊滅的な被害を受けることはなかった。このため、1世紀当時そのままの姿を現代に伝える同じくイタリアの都市ポンペイにラヴェンナを関連付け、「初期中世のポンペイ」と呼ぶこともある。
5世紀から6世紀までの都市の全体像は、発掘があまり行われていないこともあって、明確にはつかめていない。ただし、世界遺産に登録された聖堂のほか、サン・ジョヴァンニ・エヴァンジェリスタ聖堂（1568年に取り壊され、近年再建された）やサンタ・クローチェ聖堂（ガッラ・プラキディア廟堂の本体にあたる。やはり後に再建された）、ラヴェンナ司教ウルススによって建設された大聖堂バシリカ・ウルシアーナなどの宗教建築が、いくつか再建されている。

## 建築物
ガッラ・プラキディア（ガッラ・プラチーディア）廟堂
皇妹皇母ガッラ・プラキディアによって建設され、彼女の霊廟とされる建築物。実際には殉教者記念礼拝堂である可能性が高い。内部天井部分に創建当時のモザイクがほぼそのまま残っている。
大聖堂付属（正統派）洗礼堂
ラヴェンナに残る最も古い建築物の1つで、司教ウルススと次代の司教ネオンにより、バシリカ・ウルシアーナの付属洗礼堂として建設された。ネオン洗礼堂ともいう。アリウス派と正統派ではキリスト理解の違いから洗礼堂を共有できず、建築された。理解壁面とドームに美しいモザイク画が描かれ、壁面下層には5世紀に作られた浮き彫りを見ることができる。
サンタポリナーレ・ヌオヴォ聖堂
元来は、大王テオドリックによって、大宮殿に隣接するかたちで建設されたバシリカである。聖堂の上部壁面には6世紀のモザイクがほぼそのまま残っており、テオドリックのものと思われる宮殿も描かれる。しかし、アプスがモザイク装飾であったかは不明である。
アリウス派洗礼堂
ニケア公会議により異端とされていたキリスト教アリウス派の洗礼堂。大王テオドリックによって建設された、現存する数少ないアリウス派の遺構である。第二次世界大戦の際、連合軍の上陸時に爆撃されたが、現在は修復されている。
大司教館礼拝堂
ラヴェンナ司教ペトルス2世によって、バシリカ・ウルシアーナに隣接する司教宮殿内部に建てられた礼拝堂である。かつては奉納されたさまざまな宝物で飾られていた。今日でも、天井に美しいモザイクが残っている。
テオドリック廟
大王テオドリックの霊廟。切り石による組積構造で、ドームは巨大な一枚岩でできている。霊廟の内部に石棺が残るが、遺品や副葬品などはない。
サン・ヴィターレ聖堂
おそらく東ゴート王国の摂政アマラスンタによって起工され、ラヴェンナ司教マクシミアヌスが完成させたラヴェンナを代表する聖堂。殉教者記念礼拝堂である。内陣に、皇帝ユスティニアヌス1世と皇后テオドラをはじめとするモザイク画が残る。
サンタポリナーレ・イン・クラッセ聖堂
ラヴェンナ司教マクシミアヌスによって、当時のラヴェンナの外港クラッシスに建設されたバシリカ。壁面のモザイクは失われているが、内部の空間構成はほとんど建設当時のままである。アプスにはすばらしいモザイクが残る。

## 登録基準
この世界遺産は世界遺産登録基準のうち、以下の条件を満たし、登録された（以下の基準は世界遺産センター公表の登録基準からの翻訳、引用である）。
- (1) 人類の創造的才能を表現する傑作。
- (2) ある期間を通じてまたはある文化圏において、建築、技術、記念碑的芸術、都市計画、景観デザインの発展に関し、人類の価値の重要な交流を示すもの。
- (3) 現存するまたは消滅した文化的伝統または文明の、唯一のまたは少なくとも稀な証拠。
- (4) 人類の歴史上重要な時代を例証する建築様式、建築物群、技術の集積または景観の優れた例。